# (4171) Carrasco
(4171) Carrasco (1982 FZ1) – planetoida z pasa głównego asteroid okrążająca Słońce w ciągu 3,36 lat w średniej odległości 2,24 j.a. Odkryta 23 marca 1982 roku.